# Prionotropis hystrix
Prionotropis hystrix is een rechtvleugelig insect uit de familie Pamphagidae. De wetenschappelijke naam van deze soort is voor het eerst geldig gepubliceerd in 1817 door Germar.